# Anna Hazare
Kisan Baburao Hazare, známý jako Anna Hazare (* 15. června 1937 Bhingar) je indický sociální aktivista.
Stal se známým díky účasti v indickém protikorupčním hnutí posilováním pacifistické metody podle vzoru Mahatmy Gándhího. Hazare držel v dubnu a srpnu 2011 hladovku na protest proti nečinnosti indické vlády v oblasti boje proti korupci. Mezi jeho dřívější aktivity patřila podpora výstavby environmentálně udržitelné obce Ralegan Siddhi, která následně sloužila jako vzorový příklad pro podobné projekty po celé zemi.